# 台灣媒體史

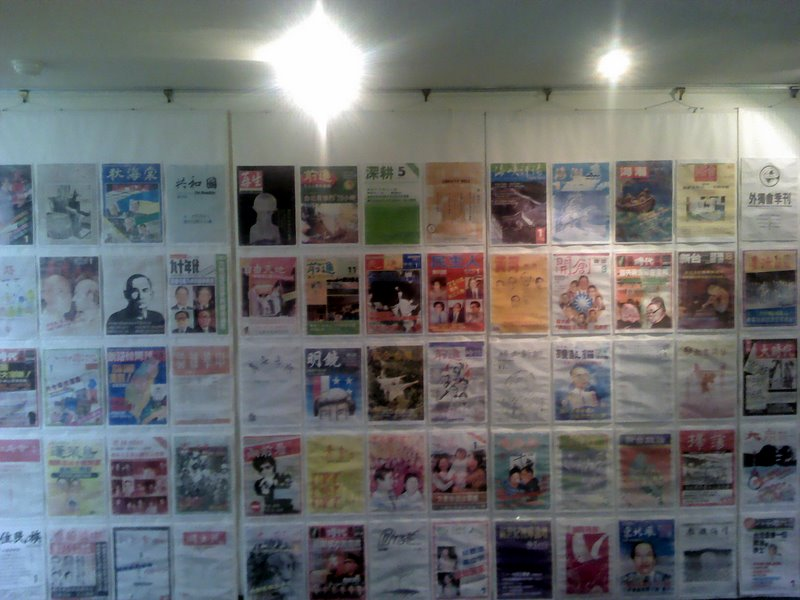
臺灣戒嚴時期各種短命的黨外雜誌

台灣媒體的歷史可追溯至清领时期，在日治時期奠定了報業、廣播業基礎。太平洋戰爭後之初，媒體環境一度相對寬鬆，但在二二八事件後，言論自由高度緊縮。在解嚴之前，臺灣新聞自由狀況甚差。在1987年解嚴之後，政府於1988年開放報禁，並在1993年先後完全開放廣播頻率和有線電視，臺灣媒體業隨之急速發展。雖然臺灣現在擁有自由的媒體環境，但由于媒體數量多而導致的惡性競爭，以及政治勢力從未徹底退出媒體界，使媒體亂象叢生，引發社會的不安，也提出不少反省淨化的要求。

## 電視
1951年，行政院決定電視事業「由政府倡導推動」，並「採取企業化經營的制度」。早期臺灣的三家電視臺都是政府控制的商業電視臺。解嚴之後，臺灣電視頻道數量劇增，有線電視取代無線電視成為電視產業的生力軍。

### 無線電視

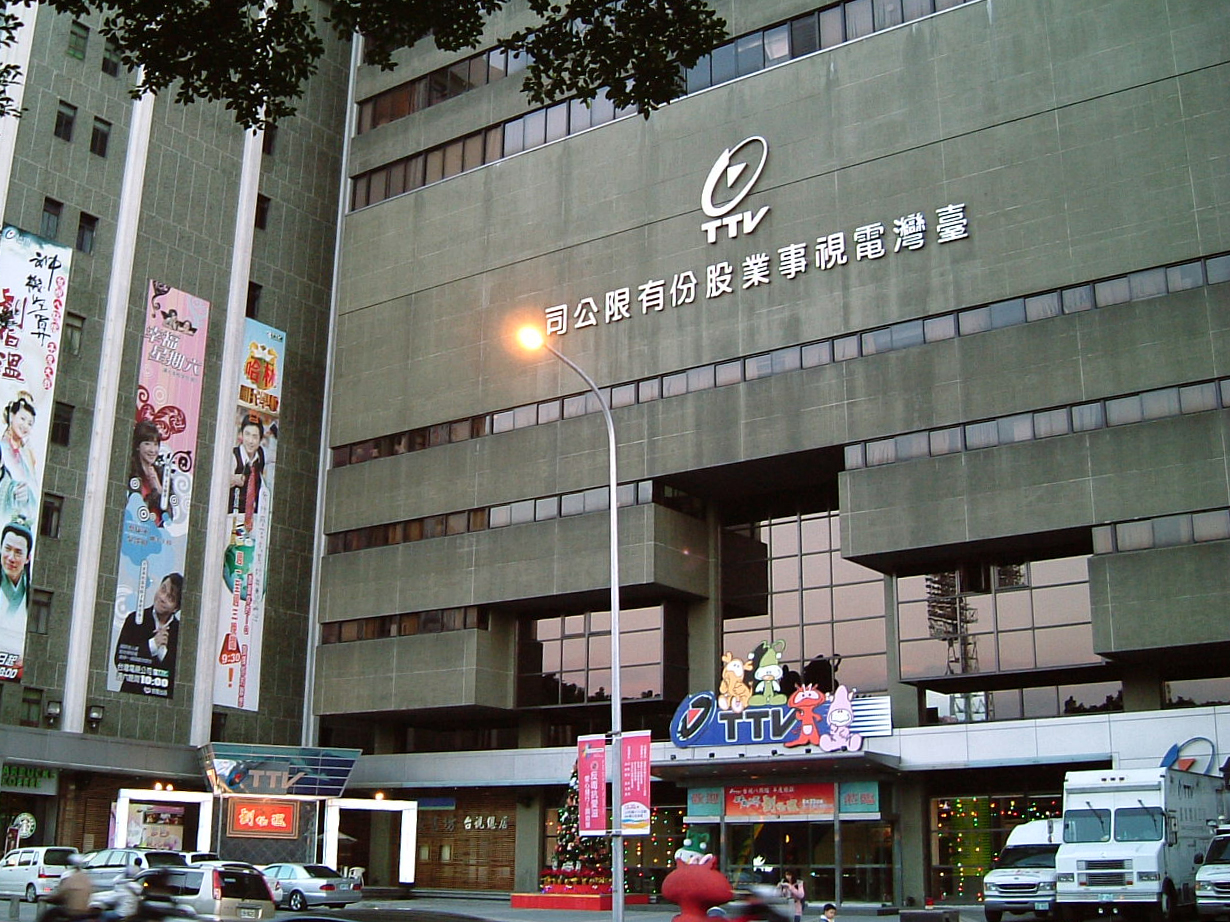
臺灣電視公司總部大樓的樣式，可以看見其上掛有台視第三代商標。現今的台視大樓是由「中央大樓」、「東翼大樓」、「西翼大樓」等三棟大樓組成，其中「中央大樓」啟用於1987年10月10日，照片攝於2006年12月23日。

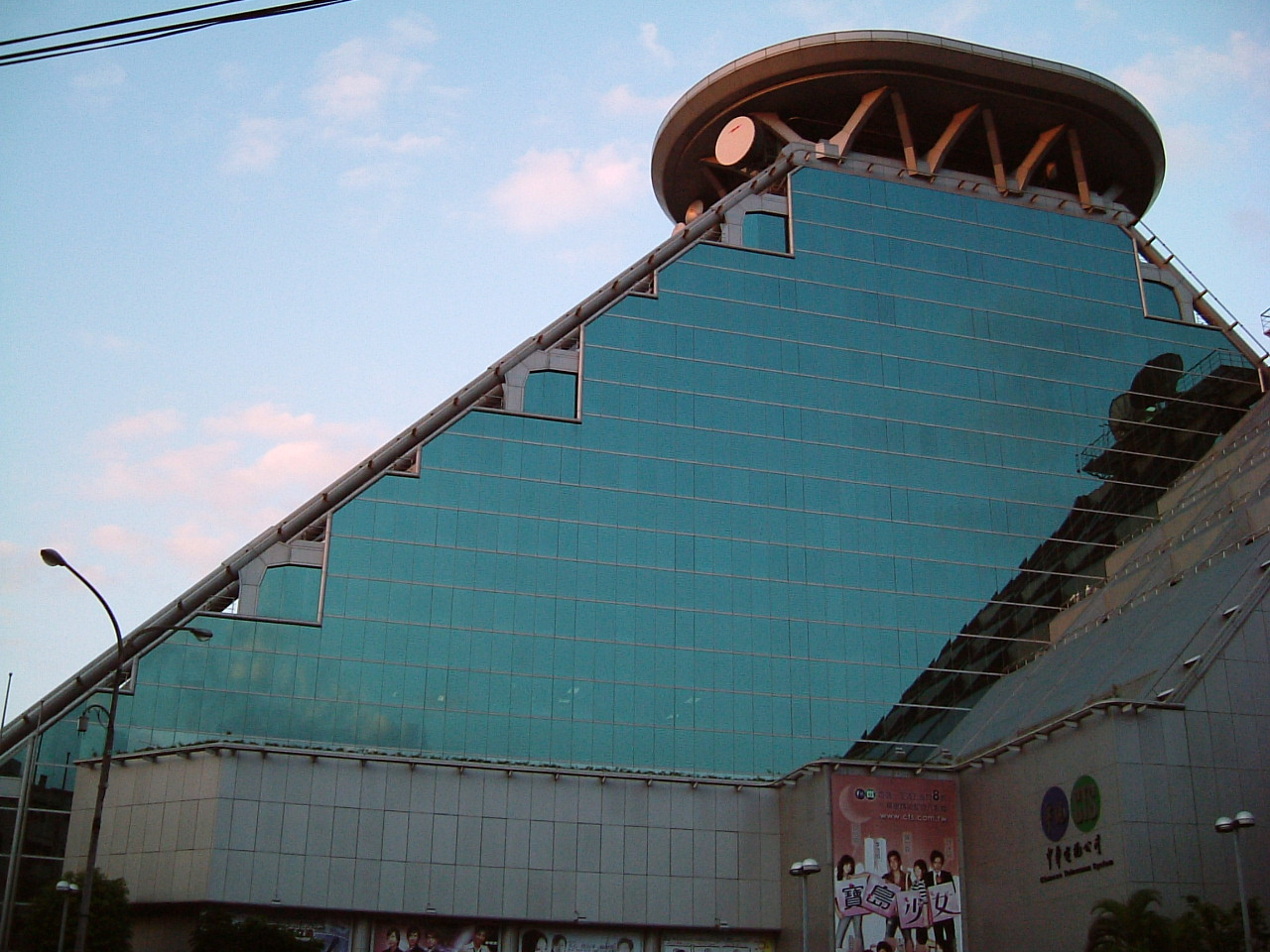
華視總部「電視製作大樓」的外觀，該大樓於1995年正式啟用，攝於2006年12月24日。

1959年1月，中日合作策進委員會決議成立「中日電視事業研究小組」。1962年2月14日，教育電視廣播實驗電台開播，這是臺灣電視事業的開端。1961年，台灣省政府成立「台灣電視事業籌備委員會」，邀請民間資金與日本資金共同創辦臺視。1962年4月28日，台灣電視公司成立。同年10月10日，台灣電視公司正式開播。這是臺灣的第一家電視臺。1969年9月25日，臺視在中視開播之前試播彩色節目成功，開創臺灣電視事業的新紀元。臺視成立後，蔣中正指示以中廣為中心，籌資開辦中國電視公司。1968年9月3日，中視公司在台北中山堂正式成立，並於次年10月31日正式開播。1970年代，當時的國防部部長蔣經國與教育部部長閻振興決定投資新台幣一億元，擴建教育電視台，易名為「中華電視台」。1971年1月31日：中華電視台正式成立，1971年10月31日：華視正式開播，同時完成中、南部聯播網。
早期臺灣的三家電視台都具有濃厚的政治色彩，分別代表了黨、政、軍三股勢力。臺視在過去是屬於臺灣省政府的電視臺，在1992年，官股占臺視總股本的48.95%；日資占19.98%；民股占26.94%；個人持股占4.13%。。中視起初雖是民營媒體，後因不堪虧損，一些民股撤出，國民黨營事業占總股本提高。在1992年，國民黨營的華夏投資公司占中視總股本的68.23%；其他民股則占31.77%。。華視具有濃厚的軍方色彩。1992年，國防部持有29.76的華視股份；教育部有10.39%。具有濃厚軍方色彩的三家機構：國防部同胞儲蓄委員會、黎明文化和華視文教基金會分別有10.26%、30.66%和5.38%的股權。真正的民股僅有總股本的13.55%。三臺的董事長、總經理等職務也淪為國民黨的政治酬庸，成為當時退休軍政要員的好去處。也由于政治的干預，引發社會不滿，要求黨政軍退出三臺與成立公共電視臺的呼聲從未停止。2007年4月11日11時，非凡國際科技以新台幣17億4262萬元標得台視72,308,263份公股，占台視已發行股份總數25.77%。1999年8月9日，中視股票公開上市，開台灣電視業之先河。2005年12月24日，中國國民黨將華夏投資公司掌控的中視股權售予一財團，該財團由「榮麗投資公司」（《中國時報》董事長余建新等持有）持有兩成權益。黨政軍已退出中視經營。中視成為民營媒體。
1994年1月28日，新聞局開放第四家無線電視頻道。其中，蔡同榮所屬之「民間傳播公司」及張俊宏所屬之「全民電通公司」於1994年6月26日合併成立「民間全民聯合無線電視公司籌備處」，向新聞局提出申請。在1995年6月16日，台灣第一家民營無線電視台由民視雀屏中選，是為臺灣第一家完全民營的無線電視臺。民視建臺之初即有綜合台和新聞台兩個頻道。民視成立之初，虧損嚴重。後來民視開八點檔播出台語連續劇的先河，收視超過老三台，財政收支也轉為盈餘。
1983年3月，新聞局提出「公共電視節目製作中心計畫草案」。1984年2月，行政院核定《行政院新聞局公共電視節目製播小組編組要點》，新聞局國內新聞處成立公共電視節目製播小組，向老三台徵用時段播出公共電視節目。1984年5月20日，第一個公共電視節目《大家來讀三字經》在中視播出。之後制播小組納入廣播電視事業發展基金，易名為「公共電視節目制播組」，徵用老三台每週一到週五晚間9時至9時30分等聯播時段播出公共電視節目，每週播出15小時的公共電視節目，但播出的成效不彰。直到1997年5月31日，立法院三讀通過《公共電視法》；1997年7月1日，公視正式開播，台灣第一個公共媒體才真正誕生。公視的節目較注重人文關懷與弱勢群體，曾經制播過《人間四月天》、《孽子》、《再見，忠貞二村》、《世紀宋美齡》、《孫立人三部曲》等知名節目。黨政軍退出媒體後，華視亦公共化。2006年7月1日，台灣公共廣播電視集團正式成立，這是臺灣第一個集團性的公共媒體機構。其成員除了以公視和公共化後的華視為中心外，還包括服務海外華人的宏觀電視和面向少數族群的客家電視台。
2016年6月9日，修正《原住民族文化事業基金會設置條例》允許原住民族電視台在無線電視頻譜播出；7月6日獲公視租借頻道到31日試播節目。2016年8月1日原視正式在無線電視頻道開播。

### 有線電視
有線電視媒體在台灣俗稱「第四台」，意指無線老三台之外的電視媒體。第四臺出現的原因是由于臺灣地形多山，電視訊號由于山巒阻隔，導致部分低洼地區收視品質不良。因此在部分地區，民間自行搭天線來傳送電視訊號。後來業者不以三臺節目為滿足，開始播放各類錄影帶作為節目，也就是早期的第四台。有的第四臺帶有政治意識形態色彩，對國民黨予以抨擊，也無形突破了政府對廣電頻率控制的藩籬。早期台灣政府並未開放合法經營第四臺，因此當1969年第四台出現時，發展初期先在花蓮縣豐濱鄉設置全國第一個有線社區共同天線，之後在1970年代，在基隆市和台北市石牌一帶等地時，業者利用社區共同天線、電視機與錄放影機，撥放非法盜版錄影帶，提供民眾們多一種選擇，由於正是處於地下經營的狀態。僅管在1983年政府受美國施壓，進行對第四台業者取締開罰，然而取締成效不彰，再加上1988年正逢南韓首爾舉辦奧運期，讓第四台業者利用衛星碟型天線來接受其他各國電視頻道，讓台灣的第四台逐漸在台灣民間開枝散葉，持續蓬勃發展，行政院終於在1983年成立「建立有線電視系統工作小組」，參考各國經驗進行規畫，最後在1993年8月11日，由行政院新闻局发布《有线电视法》(2003年，配合立法院修正廣電三法修正案，更名為 有線廣播電視法。)规范运作，並於同年11月開放第四台登記為過渡性質的有線電視節目播送系統業者，當時共有610家取得臨時登記證。之後新聞局將有線電視經營區域劃分為51區，每區至多存在5家業者，迫使第四台系統業者進行整合淘汰，1994年10月1日正式受理有線電視系統申設登記時，只剩209件申請案。幾經審核，直到2001年年底，共計有66家有線電視業者正式營運。
有线电视法通过后，ESPN(今 FOX體育台家族頻道)抢先登陆台湾。之后CNN等外国频道纷纷登台。而各企业纷纷成立卫星电视公司，提供电视节目给有线电视频道业者播放。台湾的有线电视频道数量直线上涨。目前本土与外国电视频道合计超过一百个。目前臺灣主要的有線電視頻道業者包括了香港TVB控股的TVBS、前東森媒體集團旗下、现为茂德国际下属的東森電視、中國時報集團所屬的中天電視、邱復生的年代電視、三立電視等。而媒體業者也出現跨領域經營的趨勢，較為典型的是東森媒體集團與旺旺中時媒體集團。

### 電視新聞
1962年臺視開播時，用幻燈機投射新聞內容，一日播放三節（一節三小時）的新聞。1968年8月25日，臺視用衛星轉播臺灣紅葉少棒隊與日本少棒的比賽實況。1969年12月9日，中視開始播出彩色新聞，讓臺灣成為亞洲繼日本後第二個開播的國家，也是世界第八個彩色電視新聞。1971年，臺視社教新聞節目占總節目時數的49.63%。1971年9月10日後，臺視、中視和華視先後開始播放彩色電視新聞。在威權時期，臺灣的新聞業籠罩在強烈的意識形態陰影下，但仍產生一些如《華視新聞雜誌》等知名新聞節目。1991年時，臺視每週播出新聞節目30時57分，占總節目的23.74%；中視為25時17分，占總節目的21.06%；華視為30時4分，占總節目的21.06%。
解嚴後，臺灣媒體業高速發展。目前臺灣有台視新聞台、年代新聞台、東森新聞台、民視新聞台、三立新聞台、東森財經新聞台、非凡新聞台、華視新聞頻道、壹電視新聞台共12個新聞台，密度居全球之冠。人均擁有SNG轉播車數量也是世界第一。而著名的政論節目有《2100全民開講》、《新聞夜總會》、《大話新聞》、《台灣心聲》、《新台灣加油》、《鄭知道了》、《新聞面對面》、《正晶限時批》等。另一方面，由於惡性競爭而導致出現眾多膻色腥的社會新聞及低俗綜藝等，引發媒體亂象。另外因網路興起，新聞談話節目也逐漸取代政論節目，著名的新聞談話節目有《新聞挖挖哇》、《關鍵時刻 (東森)》、《新聞龍捲風》、《54新觀點》、《TVBS國民大會》、《年代向錢看》、《突發琪想》等。

## 報紙

### 清领时期的台湾报业
文字是人類傳播文化古老的主要載體，印刷活動則促使適合大量傳播資訊的報紙應運而生。清領時期前後，臺灣新聞刊物的主要用途仍限於宣達政令，或是傳揚宗教，形式也與近代報紙大異其趣。臺灣首家印刷店松雲軒刻印坊雖早出現在1821年，但業務仍以刊印佛書、詩文集為主。1885年臺灣巡撫劉銘傳仿北京《京報》發行台灣最早的中文報紙《邸抄》時，是以手抄或木刻製作，內容主載法令規章與官員動態，一般市井小民鮮少接觸。同年7月，英國長老教會牧師巴克禮創刊台灣第一份印刷刊物《台灣府城教會報》，以白話字作為文字媒介，雖為傳教而生，但是其中不乏社會百態及文藝創作，相較於《邸抄》更接近報紙型態。

### 日治時期的臺灣報業
在日本統治臺灣之初，臺灣辦報標準相對較寬，當時有《台灣日日新報》、《台灣新聞》和《台南新報》三家日文報紙。中文報紙則有《台灣民報》、《台灣商業新報》。之後伴隨日本對臺統治日漸寬鬆與經濟的發展，報紙數量也有所增加。日報數量增加到6家。但在二戰爆發后，言論自由驟然收緊。1944年4月，台灣總督府將《台灣日日新報》、《興南新聞》、《台灣新聞》、《台灣日報》、《高雄新報》和《東台灣新報》六家報紙合併為一家《臺灣新報》，在臺北發行日刊，重要職位由大阪《每日新聞》社派人充任。

### 二戰後至開放報禁前之報業
日本投降後，國民政府迅速組織前進指揮所，作為接收臺灣的先遣部隊，日人留下的新聞事業也在接管範圍其中。《臺灣新報》被改制為《台灣新生報》，是為臺灣省政府的報紙。二二八事件發生時，《民報》、《人民導報》、《大明報》、《中外日報》等民間報紙被國民政府查封，報社負責人和許多記者也相繼遇害。1945年11月到1946年11月一年間，登記新報23家，其中日、晚刊19家、3日刊3家、5日刊1家、通訊社5家。1945年11月23日，臺灣省行政官署發布文件，要求報刊都要按照《出版法》采取登記許可證制度，一些無證發刊的報紙因此相繼停刊。二二八事件更給臺灣報業帶來沉重打擊。1949年，國府遷臺，不少大陸文化人也來臺經營報紙，推動報業復甦。1953年時，臺灣共有報社30家，其中臺北市有14家，其他地區16家。1950年代，國民黨政府實行「限證、限張、限價、限印、限紙」五禁，是為報禁，報紙數量因此長期穩定在30家上下。
1950年代，是官營報紙強勢的時期，當時屬于黨、政、軍勢力的報紙包括《臺灣新生報》（臺灣省政府營）、《中央日報》和《中華日報》（國民黨營）、《和平日報》（國防部）、《青年報》（三青團）等。另一方面，民營報紙亦於艱難中求生，1946年創刊於台中的《民聲日報》當時辦的有聲有色，但最後由《聯合報》、《徵信新聞》及東部的地方報《更生日報》脫穎而出。
聯合報最初形態為由王惕吾邀請《全民日報》和《經濟時報》及己之《民族報》所組之《民族報、全民日報、經濟時報聯合版》，創刊於1951年9月16日，創刊首日發行12248份。1953年9月16日，易名為《民族報、全民日報、經濟時報聯合報》，1957年6月20日，又更名為今之《聯合報》。1959年8月16日，聯合報在康定路26號的報社大樓落成，並同時向外宣稱年發行量突破7萬5千份，超過《中央日報》成為第一大報。
《徵信新聞》創刊於1950年2月，由臺灣省物資調節委員會出資，起初主要的內容是商情動態，負責人是物調會主任余紀忠。因虧損過大，物調會決定與該報脫離關係，余紀忠則多方籌集資金，以公司形式來組織經營該報。1951年8月1日，公司成立，余紀忠任社長，報紙走純經濟性路線，當時全社僅有成員十餘人，年發行量僅2000多份。自1954年10月2日起，《徵信新聞》頭版開始增加政治與社會新聞，轉型為綜合性報紙。1955年3月，報社遷至臺北市大理街132號，租臺糖倉庫來印刷，並開闢〈人間副刊〉，大幅增加綜合新聞。1960年1月1日，徵信新聞改名為《徵信新聞報》，成為完全的綜合性報紙。1968年9月，再易名為《中國時報》。
同一時期，晚報也有所發展。《自立晚報》創立於1947年10月10日，以敢言著稱，曾多次被政府勒令停刊。1950年6月25日，韓戰爆發，《大華晚報》以頭條形式在第一時間報道最新訊息，逐漸改變過去大眾對晚報的認知。1950年代初，臺北晚報市場由自立、大華和民族三報占據。南臺灣重要的晚報則有《成功晚報》和《中國晚報》。
1960年代，是臺灣報業起飛的年代。民營報紙因為經營靈活加言論相對開放，超過公營報紙成為報業龍頭。王惕吾買下《公論報》，並於1967年4月20日將其改組更名為《經濟日報》，成為臺灣銷路最大的經濟性報紙。聯合報在世界各地派駐記者，採用最新設備，其年發行量在1961年突破10萬份，1964年突破15萬份，1964年又開設了聯合報航空版，擴大其在世界的影響。
1970年代，聯合報事業體進一步擴張，包括《經濟日報》、中國經濟通訊社、美洲《世界日報》、《民生報》、《歐洲日報》、聯經出版公司。美洲《世界日報》是面向北美地區華人的報章，目前發行量超過30萬份，是海外發行量最大的中文僑報。《歐洲日報》于1982年12月16日在巴黎創刊，發行人王效蘭，是歐洲地區影響力最大的華文報紙之一。余紀忠在1975年成立時報文化出版公司，發行《中國時報》海外航空版。1978年3月在臺灣發行了《時報周刊》，同年12月1日創辦《工商時報》，是繼《經濟日報》后臺灣第二份大型專業經濟報紙。1982年9月1日，於蔣經國希冀下，余紀忠又創辦《美洲中國時報》，然因《美洲中國時報》對江南案之來龍去脈報導甚詳，故於1984年11月11日被余紀忠宣布停刊。1986年8月18日，經美國發行稽查局（ABC）審核，中國時報發行量突破120萬份。

### 解除報禁後的報業
報禁解除後，臺灣報業生態劇變。由於報紙數量激增，而閱報率卻反呈下調趨勢，廣告收入不斷縮水，電子媒體的持續強勢，導致各報社都面臨沉重的財務壓力。風光一時的官營報紙，如《中央日報》、《臺灣日報》等宣布停刊；其他如《臺灣新生報》也轉為民營。在晚報市場中，《自立晚報》、《勁報》和《中時晚報》也因財務不濟而吹熄燈號。影劇娛樂類報紙《民生報》和《大成報》也未能幸免。報業格局由過去的兩大報變為四大報。
1980年4月17日，林榮三的聯邦集團以四千萬新臺幣的價格買下《自強日報》，1981年1月1日將該報更名為《自由日報》。1986年9月15日，該報獲准遷至臺北縣新莊市發行，1987年9月再度更名為《自由時報》，並開始積極往全國性報紙發展。在免費贈閱與高額贈品的營銷策略下，該報迅速與《聯合》、《中時》二報形成鼎立格局。2003年5月2日，香港壹傳媒的《蘋果日報》進入臺灣，其內容八卦腥膻，大幅採用彩色圖片，加上超低價的營銷策略，很快對三大報的格局產生劇烈衝擊，成為第一大報。

## 雜誌
1945年9月至二二八事件前，臺灣共有公、民營雜誌達126家。戰後最早出版的雜誌是1945年9月到11月期間共發行9期的由楊逵主編的《一陽週報》。這一時期的重要刊物還有《臺灣民主評論》、《前鋒》、《新新》、《大同》、《現代週刊》、《自強旬刊》、《臺灣通訊》等。另外，臺灣人還在上海、北平等大陸的大都市出版《臺灣月刊》、《新臺灣》等刊物。但自1946年下半年起，由於言論自由空間緊縮、通貨膨脹及政府強令報刊雜誌不得刊登日文的影響，臺灣雜誌的銷售量呈現下滑的局面。二二八事件後，眾多雜誌社被封，眾多雜誌停刊。1947年底，臺灣僅剩51家雜誌。1949年下半年開始，眾多大陸文化人士遷往臺灣興辦雜誌，雜誌業開始復甦。
1952年10月時，經核准登記的雜誌刊物已達220家，其中不少都是中國大陸遷往臺灣的，包括了《紐司週刊》、《中國新聞》、《週末觀察》。這一時期言論相對寬鬆，出現了一些高談民主自由闊論的雜誌，如《自由中國》、《民主評論》、《文星》、《新聞天地》，但相繼都被政府查封。政論雜誌的凋零伴隨的是文藝與社教雜誌的興旺，年代重要的文藝雜誌有《皇冠》、《現代文學》、《中國一周》、《臺灣風物》和《創世紀》。1950年，臺灣省雜誌協會成立，創始會員有42家，在。1961年成長到290家，佔全台灣雜誌數量的近六成。
1960年代，臺灣雜誌業繼續蓬勃成長。這一時期新創辦的知名雜誌有卜少夫的《展望雜誌》、王成聖的《中外雜誌》、丁中江的《春秋》、劉紹唐的《傳記文學》、諸葛志的《新女性》和中國文化大學的《中國一周》。新聞界泰斗張任飛首採企業化模式來經營雜誌，他在創立《綜合月刊》、《小讀者》、《現代管理》等中文雜誌，《臺灣貿易週刊》等英文雜誌之餘還取得了《泰晤士報》、《讀者文摘》、《時代》、《新聞週刊》等外國雜誌之在臺代理權。1970年代，黨外雜誌開始出現，其中最為著名的當屬《美麗島》，其他的知名黨外雜誌還有《臺灣政論》、《青雲》、《鼓聲》。黨外雜誌由於政府打壓和1980年代後期臺灣輿論漸趨自由而逐漸消失。
中時和聯合兩大報系也在1970年代分別推出了《時報周刊》和《中國論壇》、《聯合月刊》、《聯合文學》與《歷史月刊》雜誌，搶攻雜誌市場。各種專業化，面向特定群體的雜誌日甄成熟多元，特別是財經雜誌。影響力最大的財經雜誌當屬1981年年6月創刊的《天下》。天下雜誌的創辦人是王力行等三人，其上市第二年銷售量即達兩萬份。1986年7月，《天下》的姊妹刊物《遠見》創刊。除了《天下》雜誌之外，臺灣知名的財經雜誌還有《新經濟月刊》、《商業周刊》、《動腦周刊》。知名的新聞報導雜誌有《新新聞》。雜誌的專業化和分眾化趨勢成為潮流。
1986年9月，民進黨剛創黨。當時主流媒體中只有《自立晚報》及高雄的《民眾日報》較接近黨外的立場，其時一些黨外雜誌如《亞洲人》、《八十年代》或鄭南榕的《自由時代》系列等比較得到黨外人士的信任，對於《聯合報》和《中國時報》這些主流媒體，黨外人士並不信任。
無論是「台灣第一個在野黨的成立」，或是「一連串的街頭狂飆的場面」等，都是當時主流媒體記者從未遇上過的事情，這期間湧現了好些街頭攝影家，給戒嚴時代留下了豐富的影像紀錄，像宋隆泉，他曾在《新潮流》任職過美編，在鄭南榕的《自由時代》擔任過藝術指導與攝影採訪，爾後和鄭文堂成立「台灣文化影像工作室」，拍攝些紀錄片。此外還有余岳叔（即「阿才」，前立委林正杰的妹夫）、葉清芳、侯聰慧、高重黎、黃子明、謝三泰、劉振祥、潘小俠、蔡明德、邱萬興、曾文邦及許伯鑫等人，和長期拍攝社會運動紀錄片的綠色小組，都無法拿到記者證，在報禁解除前根本不被承認為記者。
1987年7月，戒嚴令解除，臺灣雜誌數量一夕之間爆增。1988年，臺灣雜誌數量達到3,922家，2002年，臺灣雜誌種類創下8,140種的高紀錄；不過在激烈競爭下，2004年時臺灣的雜誌種類僅剩4,185種。在新時代下，臺灣的雜誌產業出現集團化和國際化的趨勢：如華尚文化旗下有四種雜誌，牛頓出版系統則擁有《牛頓》、《小牛頓》、《日本文摘》等近十種雜誌。2001年時，臺灣已形成PC home、財訊、商周、天下、時報周刊、空中英語教室、尖端出版、經典傳訊、美人志和一手車訊十大雜誌集團。2001年5月12日，香港和記黃埔先後收購PC home、城邦、商周等集團股權，2002年10月，和記黃埔以城邦文化為旗艦，整合商周、PC home、尖端出版社諸集團，這些出版社旗下的雜誌總發行量達2,800萬份，在臺灣平面媒體市場占有率達三成以上。

## 圖書出版
戰後之初，出版業百廢待興，1947年，臺灣省政府設立新聞處與編譯館來管理出版事業，一些大陸的書局如商務印書館、中華書局、世界書局、正中書局、開明書局也紛紛在臺設立分部。在二二八事件中，不少文化人遇害，許多圖書出版計畫也停擺，籌設的聯合出版社、新創造出版社都胎死腹中。1949年後，不少大陸文化人來臺，為當時的臺灣出版界帶來生機。臺灣的出版社數量由1953年的138家成長到1959年的490家；出版書籍由1952年的420餘種增加到1,470餘種。這一時期興起的出版社包括重光文藝、紅藍、大葉書局、明華書局、三民書局。到1960年代，臺灣島內已形成商務印書館、世界書局、正中書局和中華書局四大出版社。翻印西文書籍是1970年代前臺灣的出版潮流，1960—1965年間，臺灣翻印各類西文書籍數量達5,238種。然不少西文圖書皆侵犯版權，引起美國抗議，最後政府在1964年修改《著作權法》，美國圖書進入臺灣註冊登記。
1970年代，臺灣圖書出版業一度因為能源危機引發的原料價格上漲而面臨挑戰，但在經濟景氣的蓬勃發展拉抬之下很快走向成長。在中華文化復興運動的開展下，翻印中國古籍進入鼎盛。大批新興出版社競相成立，1970年臺灣出版社數字為1,858家；1979年這一數字增加到1,858家；1980年為2,011家；1987年解嚴後增加到3,051家；1989年為3,448家；2001年臺灣出版社數量達7,810家，圖書出版種數有36,546種，平均每月有3,054本新書；2004年出版社有7,437家。大型出版社除了傳統的四大書局外，還增加了三民、華新、幼獅、開明、皇冠、聯經、時報出版。解嚴後，臺灣出版業注重專業化與分眾化，著重社會學的有巨流；本土文化的有玉山、前衛；電腦有松崗、博碩；漫畫有青文、東立；財經有商周、遠流。公司化經營的出版集團如城邦出版集團。戒嚴時期政府對圖書內容進行嚴格審查管制，在解嚴後如同志、環保、統獨、共產主義等題材的書籍紛紛涌現。簡體字書也在臺灣大量出現。出版商與銷售商的區隔日益明顯，大型連鎖書店有金石堂、誠品、新學友、敦煌。網路購書因方便省時，也頗受歡迎。

## 廣播
臺灣廣播業起始於1925年6月17日，當時為紀念日本統治臺灣30週年而在總督府舊廳內設置播音室，在慶典之日進行臨時播音。1930年正式設立10千瓦電力的廣播電臺。1931年總督府在台北成立財團法人臺灣放送協會。其後陸續成立臺灣電臺、板橋台、台南台、臺中台、嘉義台和花蓮臺六家電臺。日本戰敗後，1945年10月25日，國民政府派林忠接收臺灣放送協會，並改組其為臺灣廣播協會，隸屬國民黨中央執行委員會中央廣播事業管理處，下轄臺灣台、臺中、台南、嘉義、高雄和花蓮六個電臺與九座發射台。1961年7月1日，臺灣廣播電臺合併到中國廣播公司。
1949年，中廣隨國民政府遷至台灣。中廣在臺灣廣播電臺的基礎上，又增建10個地方性電臺與7座調頻電臺。同時遷台的還有軍中廣播電台、空軍之聲、益世、民本、鳳鳴、正聲等電臺。1954年，臺灣省政府成立警察廣播電台，並開放少量地方廣播電臺。次年，正聲廣播電台改組為公司形態，並更名為正聲廣播公司。1959年，政府凍結民營廣播電臺的開放。據交通部郵電司在1961年底的統計，臺灣廣播電臺數量共計有33家。當時，廣播也是國民黨政府「反攻大陸」的重要工具。蔣中正曾說「在任何情況下，對大陸廣播不容中斷」。中廣、復興、正聲、漢聲等廣播電臺都有對大陸的廣播，節目有《自由中國報導》、《今日世界》、《祖國的召喚》等。1949年10月10日，中央廣播電台以「自由中國之聲」台呼復播，使用中國語、日語及英語向國際播音；1979年，中廣成立「亞洲之聲」，對中國大陸和東南亞播音。
由於電視的興起，臺灣廣播業一度面臨危機，後來政府大量開放頻道，使得廣播業生機再現。1988年底，臺澎金馬共有33家廣播電臺186個頻道（非完全數字），其中民營20家56頻道（非完全統計）、軍公營12家85頻道外加中廣及其的45個頻道。在這一時期，一方面軍公營廣播電臺仍獨占調頻廣播，佔有絕對的優勢；另一方面，各種專業性電臺紛紛湧現。1993年1月，新聞局和交通部共同宣佈開放頻道，准許民間申請成立廣播電臺。截至2006年8月止，臺灣有178家有註冊的廣播電臺。
臺灣調頻廣播電臺分為大功率、中功率和小功率三類。其中中功率涵蓋範圍有20公里，小功率僅有5公里。由於政府沒有釋出可全台聯播的大功率電臺，因此一些中小功率電臺走上聯播之路，以擴大影響。知名的民營聯播網如大眾Kiss聯播網、飛碟聯播網、台北之音HitFM聯播網、城市廣播網、NEWS98等。不過，中廣在臺灣廣播界仍占有最重要的地位。目前，中廣有五個全臺廣播網：調頻（FM）有流行網、寶島網和音樂網；調幅（AM）有新聞網、鄉親網。臺北、桃園另有i go 531。
另外，地下電台也是另一股勢力。地下電台多以賣藥或其他「工商服務」（廣告）為生。部分具有政治立場，且多傾向泛綠陣營。地下電臺最早出現在1980年代末期。1989年張俊宏當選立委後，設立「地下民主全民廣播電臺」；1993年民進黨人士許榮棋于1993年11月23日成立臺灣之聲；同年12月10日，立委黃昭暉在高雄建立南臺灣之聲。1994年臺灣省省長直選時，地下電臺已經遍布全臺，僅臺北縣就有12家之多。在1996年中華民國第一次公民直選總統時，全臺灣已有60家地下電臺。在2000年代，地下電台達到高峰，甚至合法電台的收聽也受到影響，因此在2000年代末期至2010年代初期，政府也做出一系列掃蕩地下電台的行動。目前地下電台在政府嚴格監管下已幾乎絕跡。

## 電影
第一部在台灣拍攝的電影是1907年2月日人高松豐次郎率領日本攝影師等一行人在全台灣北、中、南一百多處地點取鏡的《台灣實況紹介》。第一部台灣人製作的劇情片《誰之過》於1925年由劉喜陽、李松峰等人組成的台灣映畫研究會製作。1955年，麥寮拱樂社歌仔戲團團主陳澄三與何基明導演合作，拍攝該團的《薛平貴與王寶釧》，成為戰後第一部台語片，引發台語電影的風潮。1960年代起，健康寫實電影開始發展。同時，伴随香港武打片的傳入而影響到臺灣本地的電影製作，功夫片、武俠片風行一時。1970年代，由於退出聯合國，臺灣面臨空前的外交困境，中影因此製作了一批愛國政宣片，如《英烈千秋》、《八百壯士》、《梅花》、《筧橋英烈傳》、《黃埔軍魂》、《辛亥雙十》等，不過這類影片普遍票房欠佳。
1980年代後，李行、宋存壽、屠忠訓等導演拍了一些如《小城故事》、《早安台北》等清新小品，開啟學生電影的時代。不久，台灣新電影興起，《兒子的大玩偶》等是為其代表作。不過在外國電影的衝擊下，台灣新電影的潮流在1980年代末期結束。之後，臺灣電影業持續蕭條，1998年，台灣電影生產不到20部，2001年1－10月間，僅餘11部；2006年，台灣電影於台灣市佔率僅1.62％。

## 廣告業
1949年，柯逸鵬兄弟成立蕾克廣告公司，臺灣廣告業的雛形誕生。早期臺灣廣告業受日本影響大，公司的組織與管理都仿效日本。1940年代，廣告公司主要經營政府公告看板、招牌之類業務，1949年報紙廣告其中商業廣告僅占一成。1950年代，臺灣廣告業實行「業務員制度」，各報社與電台聘用若干人員擔任廣告業務員，依靠他們向企業主招攬廣告。當時，報紙廣告就占全臺廣告量的65%，廣播占兩成。這一時期有多家廣告公司成立，如高登貴的藝文廣告社、王斌賢的興業廣告公司、史習枚的聯合廣告公司。1960年代，是臺灣廣告業生態改變的關鍵期。眾多廣告公司成立，廣告業由業務員制度逐漸轉變為代理制，由各廣告公司取代廣告業務員，扮演廣告主與媒體間的中介角色。1960年代起，電視走入臺灣人的生活，對其他媒體的廣告收入產生影響。自1972年起，電視即成為臺灣第二大廣告媒體。不少有規模的廣告公司紛紛出現，包括格蘭廣告公司、清華廣告公司、欣欣傳播、台灣廣告公司（即后來的台灣電通）等。
1980年代，是臺灣廣告業急劇國際化的時期，眾多跨國廣告公司大舉進入臺灣，如上奇、李奧貝納、奧美、麥肯、葛瑞等。本土廣告公司面臨巨大的競爭壓力，不少走上合并之路。解嚴後媒體數量暴增，媒體生態劇變，臺灣的廣告市場由賣方市場轉為買方市場。伴隨選舉的增加，競選廣告也成為一道奇觀，在2004年的總統和立委選舉中，競選廣告量總計達近8億元。臺灣廣告業發展數十年來，已形成東方、台灣電通、國華、華商、英泰和太一六大廣告公司。2004年時，臺灣總廣告量為618.87億元新臺幣，占GDP的0.606%，其中有線電視在媒體廣告總占有率為41.02%，廣告總量為253.81億元；報紙以26.7%的占有率居次；無線電視第三，占有率為13.94%；第四位的雜誌占13.03；廣播占5.28%；網路則占2.5%，但網路廣告量正以年均50%以上的速度大幅成長，比重不斷增高。

### 引用
1. ↑  鄭瑞城等，《解構廣電媒體》，澄社，1993年，第89頁
2. ↑  鄭瑞城等，《解構廣電媒體》，澄社，1993年，第94頁
3. ↑  鄭瑞城等，《解構廣電媒體》，澄社，1993年，第98頁
4. 1 2  王天濱，《臺灣新聞傳播史》，第17頁，亞太圖書出版社，2002年8月版
5. ↑  王天濱，《臺灣新聞傳播史》，第580頁，亞太圖書出版社，2002年8月版
6. ↑  《挑戰不可能》（遠流），第258頁
7. ↑  陳飛寶，《當代臺灣傳媒》，340頁
8. ↑  是臺灣目前正在推展的數位電視台，類比電視用戶無法收視。
9. ↑  王天濱 著，《臺灣新聞傳播史》，第66頁，2002年，臺北：亞太圖書。
10. ↑  賴光臨 著，《中國新聞傳播史》，第8頁，1992年第六版，臺北：三民書局。
11. ↑  洪桂己 著，〈光復以前之台灣報業〉，《中國新聞史》第535頁，1979年9月版，臺北：臺灣學生書局。
12. ↑  王天濱 著，《臺灣新聞傳播史》，第二章·初始期─清領時期，2002年，臺北：亞太圖書。
13. ↑  王天濱 著，《臺灣報業史》，第一章·混沌初開─台灣報業伊始，2003年，台北：亞太圖書。
14. ↑  《2005年出版年鉴》，行政院新闻局，2005年10月，第487页
15. ↑  《2001年雜誌市場概況—從雜誌十大現象談起》，《2002年出版年鑒》，行政院新聞局，2002年8月，第47頁
16. ↑  陳飛寶，當代臺灣媒體，第212頁
17. ↑  行政院新聞局，2002年中華民國出版年鑑
18. ↑  .   [2007-05-16]. （原始内容存档于2007-05-14）.
19. ↑  陳揚名，陳飛寶，吳永長：《臺灣新聞事業史》，中國財經出版社，2002年9月，第164-174頁
20. ↑  凱絡媒體：《綜觀2004年媒體市場》，《中華民國廣告年鑒》（2004-2005），臺北市廣告代理業同業公會，2005年11月，第252頁
21. ↑  徐佳慧：《無線、有線電視大幅成長》，《廣告雜誌》第95期，1999年4月
22. ↑  《中華民國廣告年鑒》（2004-2005年）第17輯，2005年11月，第250頁